# Clemens Schäffer

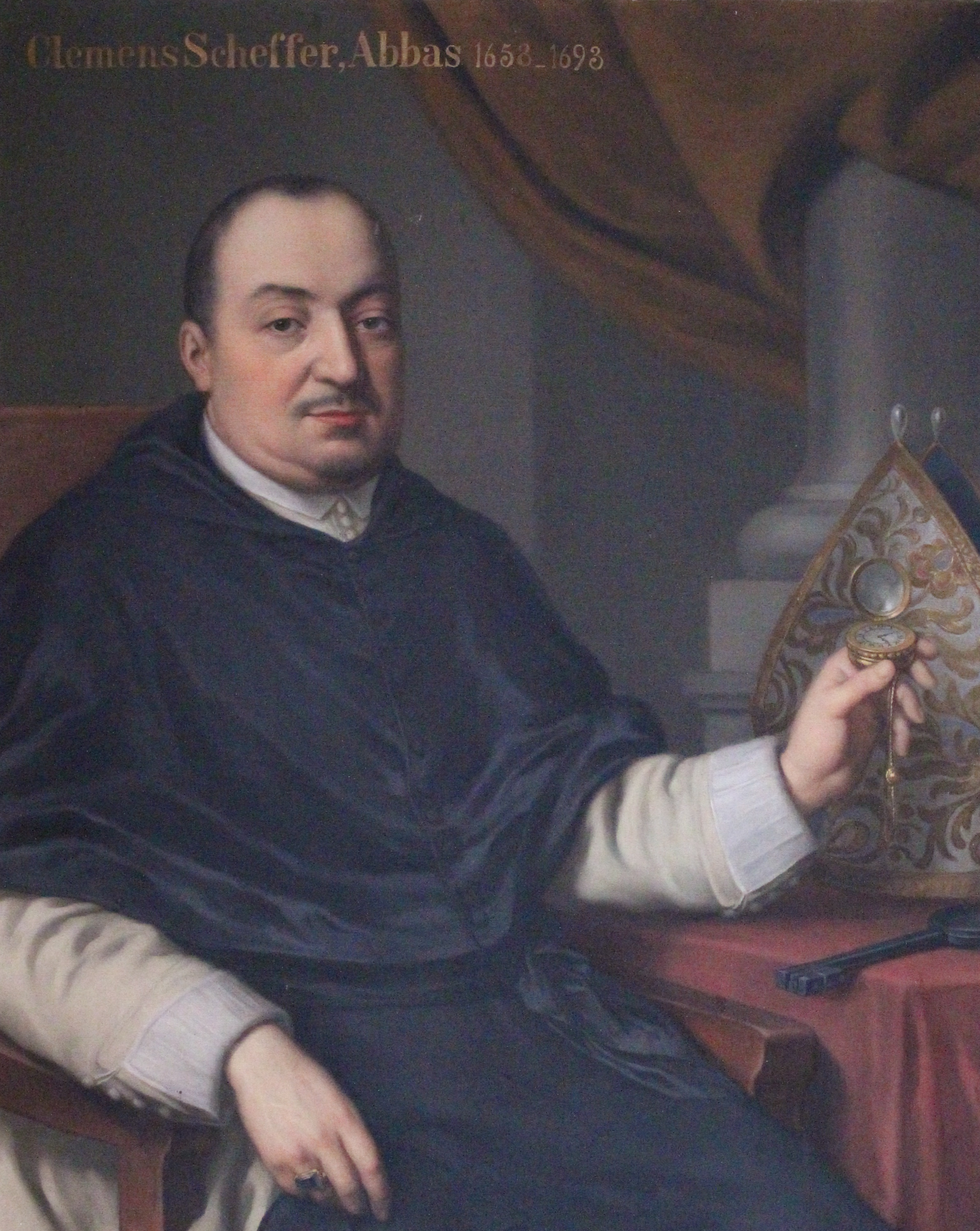
Porträt in der Prälatur des Stiftes Heiligenkreuz

Clemens Schäffer (* 27. Februar 1629 in Wien; † 31. März 1693 ebenda) war ein österreichischer Zisterzienser und 52. Abt des Stiftes Heiligenkreuz.

## Leben
1646 erfolgte sein Klostereintritt, 1648 seine Profess. Anschließend begann er ein Studium der Philosophie und Theologie an der Universität Wien. 1654 erhielt er die Priesterweihe. Er übte in Heiligenkreuz die Ämter des äbtlichen Sekretärs, des Subpriors und Priors aus. Am 11. April 1658 wurde er zum Abt gewählt.
Der Abt starb am 31. März 1693 im Heiligenkreuzerhof zu Wien, beigesetzt wurde er in der Heiligenkreuzer Stiftskirche. Dort steht heute ein großes, ihm gewidmetes Epitaph.

## Wappen

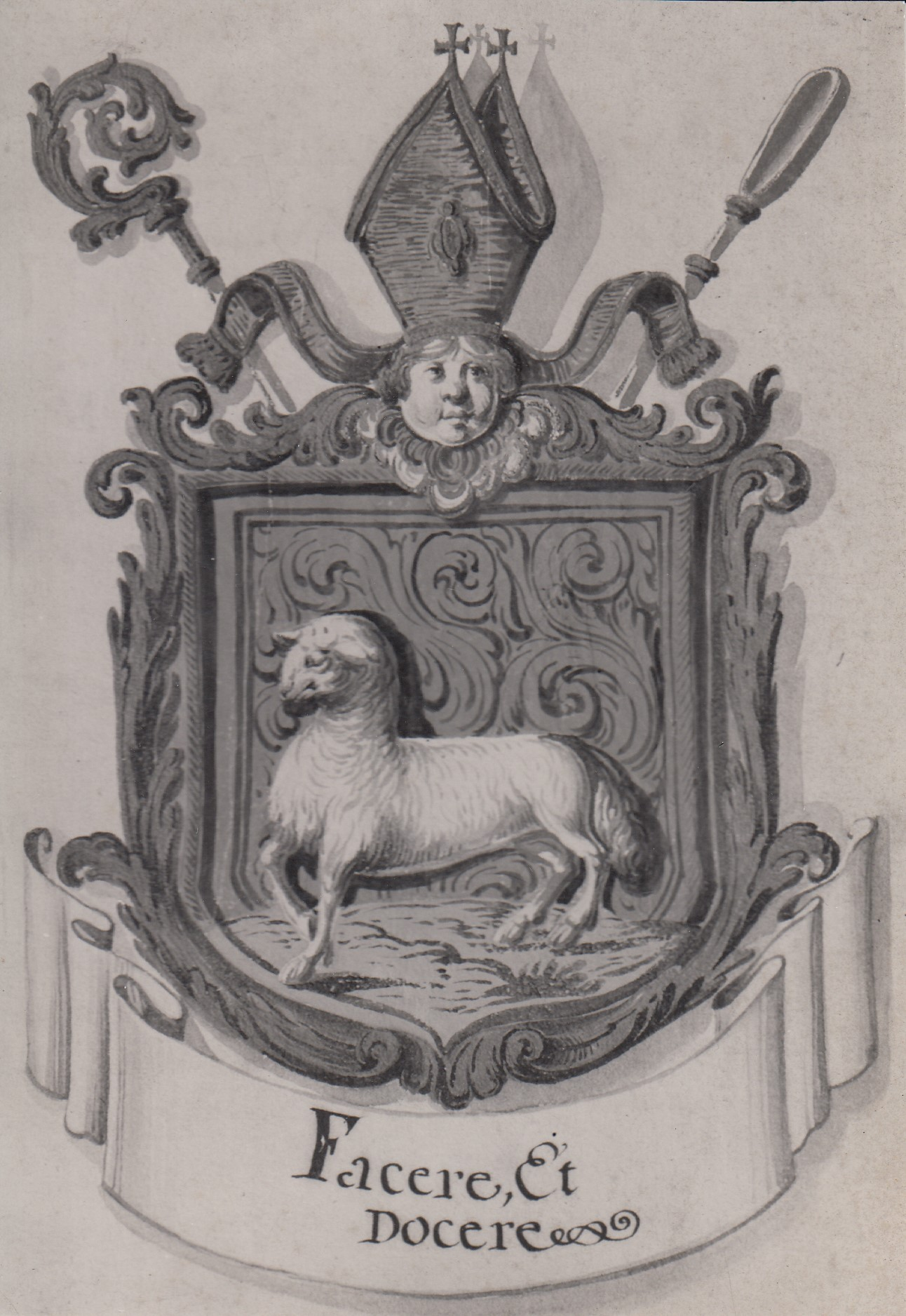

Das Abtswappen stellt ein Lamm dar, das auf Schäffers Familiennamen anspielt. Sein Wahlspruch lautete: Handeln und unterweisen.

## Werke
- Notitia universalis Monasterii Sanctae Crucis Ordinis Cisterciensis in Austria inferiori (Eigenhändiges Manuskript von 1671, Stiftsarchiv Heiligenkreuz).